# Beatriu II de Bigorra
Beatriu II fou comtessa de Bigorra de 1129 a la seva mort, sobrevinguda després del 7 de febrer de 1148. Era filla de Cèntul II de Bigorra.

## Biografia
Va succeir al seu pare cap a 1129 i el seu matrimoni amb Pere I de Marsan va permetre la unió entre el comtat de Bigorra i el vescomtat de Marçan. El 7 de febrer de 1148, apareix citada amb el seu marit i el seu fill en un acte de donació d'una vil·la que fan a favor de l'Orde del Temple.

## Matrimonis i fills
Es va casar amb Pere († 1163), vescomte de Marsan, del que va tenir a:
- Cèntul III († 1178), comte de Bigorra i vescomte de Marsan.